# Patriarchální exarchát jeruzalémský a ammánský
Patriarchální exarchát Jeruzalém a Ammán je exarchát arménské katolické církve.

## Území
Exarchát má pravomoc nad katolíky arménského ritu v Izraeli, Jordánsku a v Palestině; dvě farnosti exarchátu se nacházejí v Jeruzalémě a Ammánu.
Hlavní chrám exarchátu se nachází na Via Dolorosa v Jeruzalémě, mezi třetím a čtvrtým zastavením Křížové cesty. Je zasvěcen Panně Marii Bolestné.

## Historie
Exarchát byl založen 1. října 1991.
Roku 1998 ztratil hodnost patriarchálního exarchátu a stal se Územím závislém na patriarchovi.
Roku 2002 byl exarchát obnoven a získal současný název.

## Seznam exarchů
- Joseph Debs (1991-1992)
- Joseph Rubian (1992-1995)
- André Bedoglouyan, I.C.P.B. (1995-1998)
  - Sídlo zrušeno (1998-2002)
- Kévork Khazoumian (2001-2006)
- Raphaël François Minassian, I.C.P.B. (2006-2011)
- Joseph Antonie Kélékian (2011-2014)
  - Kevork Noradounguian (2014-2015) – patriarchální administrátor
- Krikor-Okosdinos Coussa (2015–2019)
- Nersès Zabbara (2019–2022)
- Nareg Naamoyan (od 2022)